# Francis Vercamer
Pour les articles homonymes, voir Vercamer.
Francis Vercamer, né le 10 mai 1958 à Lille (France), est un homme politique français.
Il est élu maire de Hem dans le Nord en 1998 puis réélu en 2001, 2008, 2014 et 2020. Successivement de l'Union pour la démocratie française jusqu’en 2007, des Centristes à partir de 2007 et de l’Union des démocrates et indépendants dès 2012, il est député de la septième circonscription du Nord de 2002 à 2020.

## Biographie
Francis Vercamer est né le 10 mai 1958 à Lille (Nord).
Il suit des études d'ingénieur à l'école des hautes études d'ingénieur (H.E.I. Lille) avant d'intégrer l'entreprise familiale Parfumeries Vercamer en 1981. Il prend la direction des Laboratoires Kisby en 1987 puis en devient président directeur général en 1991. Il démissionne en 2001 pour se consacrer pleinement à la politique,. Il est par ailleurs conseiller prud’homal de 1992 à 2002[réf. souhaitée].
Il est marié et père de quatre enfants.

## Mandats locaux
Entré en politique par une élection au conseil municipal de Hem (Nord) en 1989 sur la liste de la maire Marie-Marguerite Massart, Francis Vercamer devient son adjoint aux finances après les élections municipales de 1995 et lui succède le 4 décembre 1998,. Il est réélu maire depuis sans interruption.
Francis Vercamer est aussi vice-président de la Métropole européenne de Lille.
En 2017, la loi sur le non-cumul des mandats l'oblige à démissionner de son mandat de maire puisqu'il est réélu député de la septième circonscription du Nord. Il peut toutefois toujours siéger en tant que conseiller municipal. Pascal Nys est pressenti pour lui succéder en tant que maire. Cette succession a lieu le 8 juillet 2017.
L'année suivante, il est épinglé par la Cour des comptes en raison de son rôle au sein du conseil municipal, officiant comme un adjoint alors que la loi lui interdit.
Réélu maire de Hem le 23 mai 2020 à la suite des élections municipales, il démissionne de sa fonction de député pour cumul des mandats.

## Mandats nationaux
Francis Vercamer est élu député le 16 juin 2002 pour la XIIe législature (2002-2007), dans la septième circonscription du Nord et siège alors au sein du groupe UDF. Il est réélu pour la XIIIe législature (2007-2012) sous l'étiquette Nouveau Centre, puis pour les XIVe (2012-2017) et XVe législatures (2017-2022) sous l'étiquette Union des démocrates et indépendants.
Il est membre de la commission des Affaires sociales à l'assemblée nationale.
Début 2017, à la suite l'affaire Fillon, sa fille Valentine, employée et signalée dans sa déclaration d'intérêt comme collaboratrice parlementaire, doit se justifier d'effectuer un vrai travail. Des CDD signés avec sa femme, non signalés dans sa déclaration d'intérêt, sont également cités.
Fin octobre 2017, il relaie à l'Assemblée nationale, avec des députés LR, un amendement portant sur la fiscalité des entrepôts et fourni par le Medef et la Confédération des petites et moyennes entreprises,.
À la suite de la démission de Maurice Leroy (UDI), il est élu vice-président de l'Assemblée nationale le 15 janvier 2019, face à David Habib (PS) et à Mathilde Panot (FI). Son mandat prend fin le 1er octobre 2019.
Il démissionne le 22 juin 2020. Sa suppléante Valérie Six, conseillère régionale des Hauts-de-France et adjointe au maire de Croix, lui succède.